# Michel Marcel Navratil
Michel Marcel Navratil Jr. (Nizza, 12 giugno 1908 – Saint-Clément-de-Rivière, 30 gennaio 2001) è stato un superstite del naufragio del Titanic. Lui e suo fratello minore Edmond Roger (1910-1953) erano conosciuti come gli Orfani del Titanic, dato che furono salvati senza genitori o tutori che badassero a loro. Fu, inoltre, il superstite di sesso maschile del Titanic vissuto più a lungo.

## Biografia
Nacque a Nizza il 12 giugno 1908, figlio di Michel Navratil sr., sarto slovacco emigrato in Francia, e Marcelle Caretto, italo-francese sposatasi a Londra. Il matrimonio dei genitori fu turbolento, e nei primi mesi del 1912 si separarono. Marcelle ottenne la custodia piena dei due figli e permise loro di rimanere con il padre durante il fine settimana di Pasqua di quell'anno, ma quando andò a riprenderli si accorse che non c'erano più, in quanto Michel sr. aveva deciso di emigrare negli Stati Uniti e di portare i suoi figli con sé.
Dopo un breve soggiorno a Monte Carlo, i tre giunsero in Inghilterra, dove si imbarcarono sul Titanic a Southampton il 10 aprile 1912, come passeggeri di seconda classe. Per il viaggio, Navratil sr. assunse per sé lo pseudonimo di "Louis M. Hoffman" e per i bambini gli pseudonimi di "Loto" e "Louis". A bordo della nave, Navratil sr. portò i passeggeri a credere che egli fosse vedovo, lasciando i suoi figli fuori dalla vista di tutti, fatta eccezione di una donna francese, Bertha Lehmann, che li vide per qualche ora mentre giocava a carte.
Dopo che il Titanic entrò in collisione con un iceberg, alle 23:40 del 14 aprile 1912, Navratil sr. fece imbarcare Michel e suo fratello nell'ultima scialuppa di salvataggio a disposizione. Michel, che allora aveva quasi quattro anni, in seguito avrebbe affermato più volte di ricordare che suo padre gli disse: "Figlio mio, quando tua madre verrà da te dille che l'ho amata teneramente e dille che l'avrei aspettata, perché noi potessimo vivere tutti insieme felici, nella pace e nella libertà del Nuovo Mondo". Il padre dei due fratelli morì durante il naufragio e il suo corpo venne recuperato dalla nave di soccorso, la Mackay-Bennett. Nella tasca dell'uomo venne ritrovata una pistola. Al momento la vera identità di Navratil sr. non venne scoperta e, dacché aveva assunto un cognome ebreo durante il viaggio, venne sepolto nel Baron de Hirsch Cemetery, un cimitero ebraico, nella Nuova Scozia.
Michel e il fratello furono soccorsi dalla Carpathia, a bordo della quale gli vennero dati dei biscotti dal passeggero di prima classe Hugh Woolner. I due bambini allora non parlavano l'inglese; non potendo essere identificati e non essendo accompagnati da nessun adulto, furono denominati gli "Orfani del Titanic" e vennero scattate loro delle foto poi pubblicate su alcuni giornali, in modo che potessero essere identificati da parenti in vita o da chiunque li conoscesse. Una donna della prima classe, la francese Margaret Hays, si prese cura dei due bambini e li portò a casa della propria madre finché i due non furono raggiunti dalla loro madre, che li rintracciò seguendo gli articoli di giornale che li riguardavano. Marcelle salpò per New York e si riunì con i suoi figli il 16 maggio 1912; i tre ritornarono in Francia a bordo della RMS Oceanic.
Michel frequentò l'università e nel 1933 sposò una compagna di studi. Divenne professore di filosofia. Nel corso della sua vita, Michel sostenne che la perdita del padre lo aveva profondamente segnato. Nel 1987 Michel si recò a Wilmington, Delaware, per celebrare il 75º anniversario del naufragio. Fu la sua prima visita negli Stati Uniti dopo il 1912. L'anno seguente s'iscrisse, con dieci altri sopravvissuti, a un convegno sulla storia del Titanic, a Boston, Massachusetts. Nel 1996 partecipò con altri superstiti, Eleanor Shuman ed Edith Haisman, a una crociera sul luogo del naufragio, che culminava con l'assistere al tentativo di portare in superficie una grande porzione di scafo della nave. Prima del proprio ritorno in Francia, Michel si recò in Nuova Scozia per vedere la tomba di suo padre per la prima volta. Michel visse il resto della sua vita a Montpellier, in Francia. Morì a Saint-Clément-de-Rivière, il 30 gennaio 2001, all'età di 92 anni.